# Enierhietyk-BDU Mińsk
Futbolny Kłub „Enierhietyk-BDU” Mińsk (biał. Футбольны Клуб «Энергетык-БДУ» Мінск) – białoruski klub piłkarski z siedzibą w Mińsku, grający w Pierszaja liha.

## Historia
Chronologia nazw:
- 1996—1997: Zorka Mińsk (biał. «Зорка» (Мінск))
- 1998—2004: Zorka-WA-BDU Mińsk (biał. «Зорка-ВА-БДУ» (Мінск))
- 2005—2017: Zorka-BDU Mińsk (biał. «Зорка-БДУ» (Мінск))
- Od 2017: Enierhietyk-BDU Mińsk (biał. ФК «Энергетык-БДУ» (Мінск))

Został założony w 2005. Od 1998 reprezentuje BDU (Białoruski Państwowy Uniwersytet, biał. Беларускі дзяржаўны ўнівэрсытэт, ros. Беларусский Госсударственній Университет). W 2017 zmienił nazwę na Enierhietyk-BDU. 
11 maja 2023 w następstwie skandalu związanego z ustawianiem meczów klub został pozbawiony wicemistrzostwa kraju za sezon 2022, a także została na niego nałożona kara finansowa w wysokości 74 tys. rubli oraz odjęcie 20 punktów w sezonie 2023 oraz 10 punktów w sezonie 2024.